# الاتحاد الإفريقي للديمقراطية الاجتماعية
الاتحاد الإفريقي للديمقراطية الاجتماعية (بالفرنسية: Union panafricaine pour la démocratie sociale) هو حزب سياسي في جمهورية الكونغو برئاسة باسكال ليسوبا، الذي كان رئيسًا من عام 1992 إلى عام 1997. وهو حزب المعارضة الرئيسي في البلاد منذ الإطاحة بليبسوبا عام 1997. باسكال تساتي مابيالا هو الأمين العام للاتحاد منذ عام 2006.

## روابط خارجية
- الموقع الرسمي